# 中国新華航空
中国新華航空（ちゅうごくしんかこうくう）は中華人民共和国北京市に本拠を置く航空会社。海南航空のグループ会社で、正式名称は中国新華航空有限責任公司、略称は中華航。ハブ空港は北京首都国際空港と天津濱海国際空港である。

## 概要
1992年6月15日に会社が設立され、1993年6月6日に就航した。主にチャーター便を運航している、また全株式の60%を海南航空が保有しており、事実上の子会社でもある。

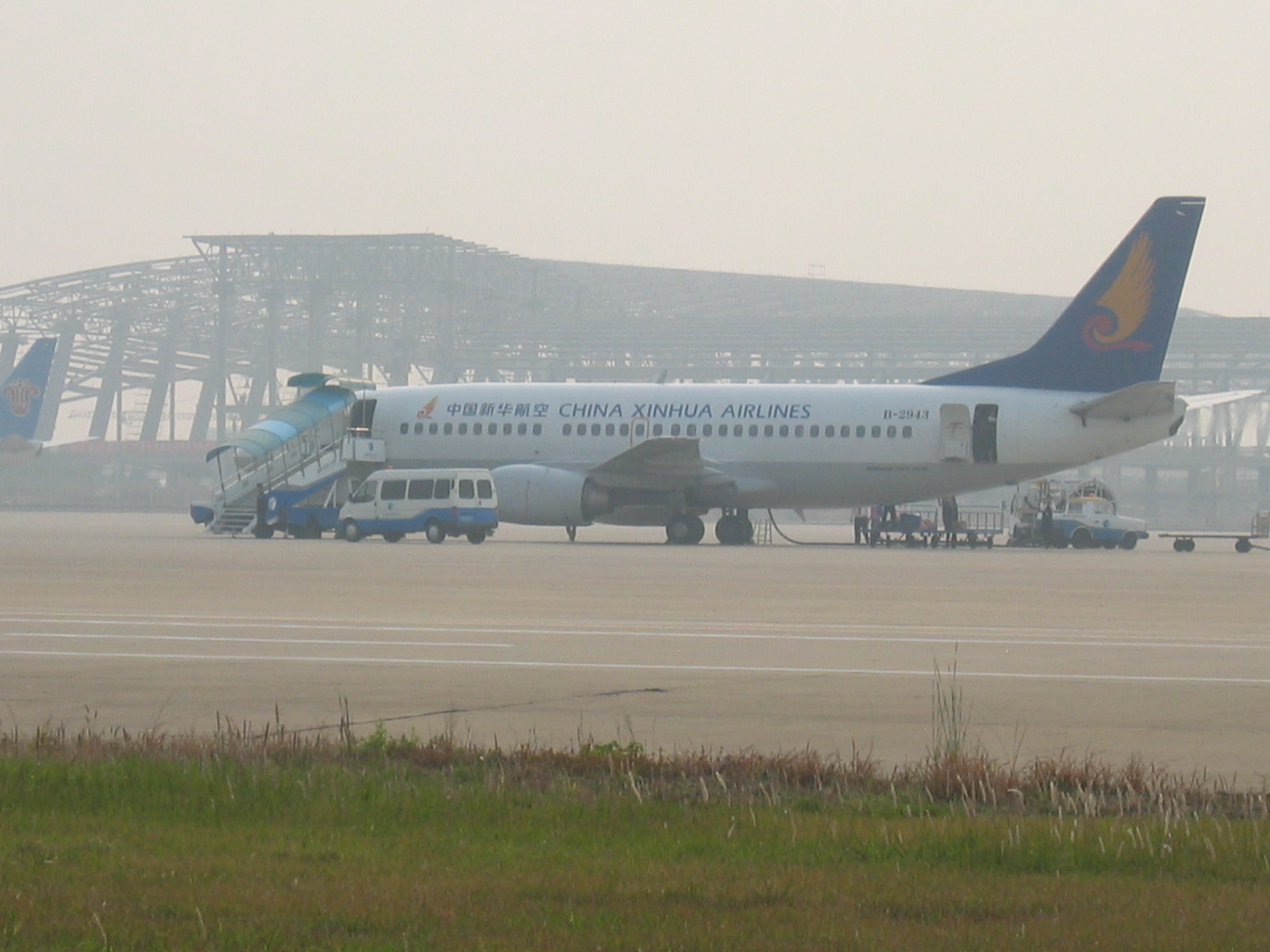
武漢空港に駐機中の中国新華航空のボーイング737型機

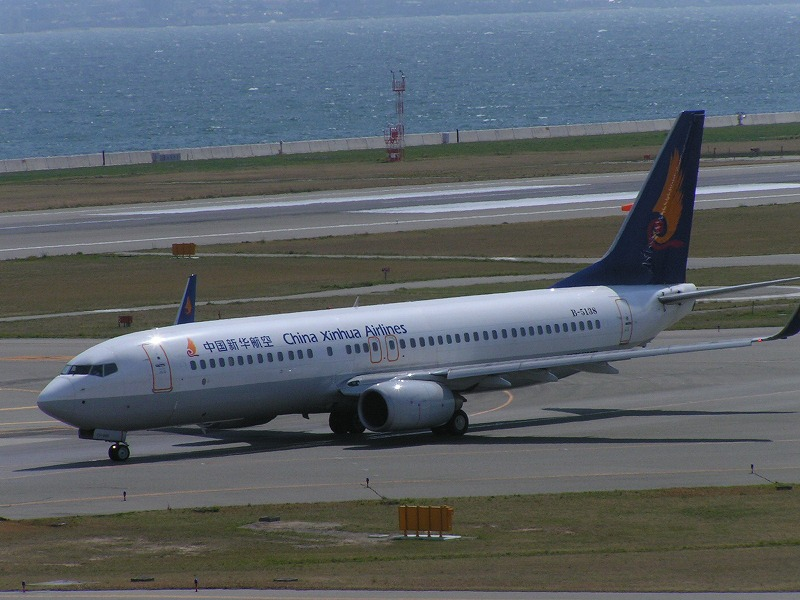
関西空港に駐機中の中国新華航空のボーイング737-800型機

## 沿革
- 1992年6月15日　中国航空聯運服務公司を改称して、中国新華航空有限責任公司が成立する。
- 2000年9月26日　包頭発北京行きの同社ボーイング737型機が運行中、33歳の男がハイジャックするため、操縦室に侵入し機長を短刀で刺した。犯人と保安員が格闘になり、犯人は自分の持っていた短刀で刺されて死亡した。同機は済南遥墻国際空港に緊急着陸し、乗客143名は無事だった。
- 2001年2月　神華集団と海航集団が新華航空への増資を行い、中国新華航空の資本金が18億3000万元となる。出資比率は、海南航空51%(9億3330万元)、神華集団40%(7億3200万元)、海航集団9%(1億6470万元)。
- 2002年10月　海南航空、山西航空、長安航空と統一でHUの記号を使うことに合意する。
- 2004年1月　上記4航空会社を統合し、1つの航空会社とする大新華航空構想が持ち上がる。
- 2004年7月12日　海航集団は上記4航空会社の持ち株会社新華航空控股有限公司を設立する。

## フリート
- ボーイング 737-300　6機
- ボーイング 737-400　3機
- ボーイング 737-800　7機